# Howik Abrahamian
Howik Argami Abrahamian, orm. Հովիկ Արգամի Աբրահամյան (ur. 24 stycznia 1958 w Michczianie, prowincja Ararat) – ormiański działacz państwowy i polityk, przewodniczący Zgromadzenia Narodowego Republiki Armenii w latach 2008–2011 i 2012–2014. Premier Armenii od 13 kwietnia 2014 do 13 września 2016.

## Życiorys
Odbył służbę wojskową w Armii Radzieckiej (1977–1979). W latach 1980–1984 uczył się w Technikum Drogowym w Erywaniu, a od 1985 do 1990 studiował w Erywańskim Instytucie Gospodarki Narodowej.
W pierwszej połowie lat 90. pracował w branży alkoholowej: był dyrektorem oddziału Fabryki Koniaków w Burastanie (1990–1991) oraz dyrektorem Fabryki Win i Koniaków w Artaszacie (1991–1995). W 1995 rozpoczął karierę polityczną wraz z wyborem do Zgromadzenia Narodowego I kadencji. W tym samym roku został przewodniczącym Miejskiego Komitetu Wykonawczego, a rok później merem Artaszatu. W latach 1998–2000 pełnił funkcję gubernatora prowincji Ararat. W 2000 otrzymał nominację na stanowisko ministra administracji terytorialnej, którą pełnił do 2008. W latach 2007–2008 był również wicepremierem.
21 kwietnia 2008 został szefem administracji prezydenta Serża Sarkisjana. W sierpniu tego samego roku został po raz drugi wybrany do parlamentu. Po objęciu mandatu otrzymał dymisję ze stanowiska szefa administracji prezydenta. 29 września 2008 Zgromadzenie Narodowe powierzyło mu funkcję przewodniczącego.
Od 2005 zasiada w Radzie Bezpieczeństwa Narodowego. Jest członkiem organów kierowniczych Republikańskiej Partii Armenii.
13 kwietnia 2014, w następstwie dymisji rządu Tigrana Sarkisjana został powołany na urząd premiera kraju. 8 września 2016 podał się do dymisji.

## Życie prywatne
Ma żonę, trójkę dzieci i czwórkę wnucząt.